# Hilda Kibet
Pour les articles homonymes, voir Kibet (homonymie).
Hilda Kibet (née le 27 mars 1981 à Kapchorwa) est une athlète néerlandaise, d'origine kényane, spécialiste des courses de fond et du marathon.
Ses meilleurs temps sont :
| Épreuve  | Temps           | Lieu           | Date       |
| -------- | --------------- | -------------- | ---------- |
| 5 000 m  | 15 min 32 s 07  | Heusden-Zolder | 31/07/2004 |
| 10 000 m | 30 min 51 s 92  | Utrecht        | 14/06/2009 |
| Marathon | 2 h 30 min 33 s | Amsterdam      | 18/10/2009 |

Elle a participé aux Jeux olympiques de 2008 (15e). Elle termine sur le podium de la Coupe d'Europe du 10 000 m à Istanbul en 2008. Elle remporte la médaille de bronze des Championnats d'Europe 2010 en 31 min 36 s 90 (SB).